# Traianus vásárcsarnoka

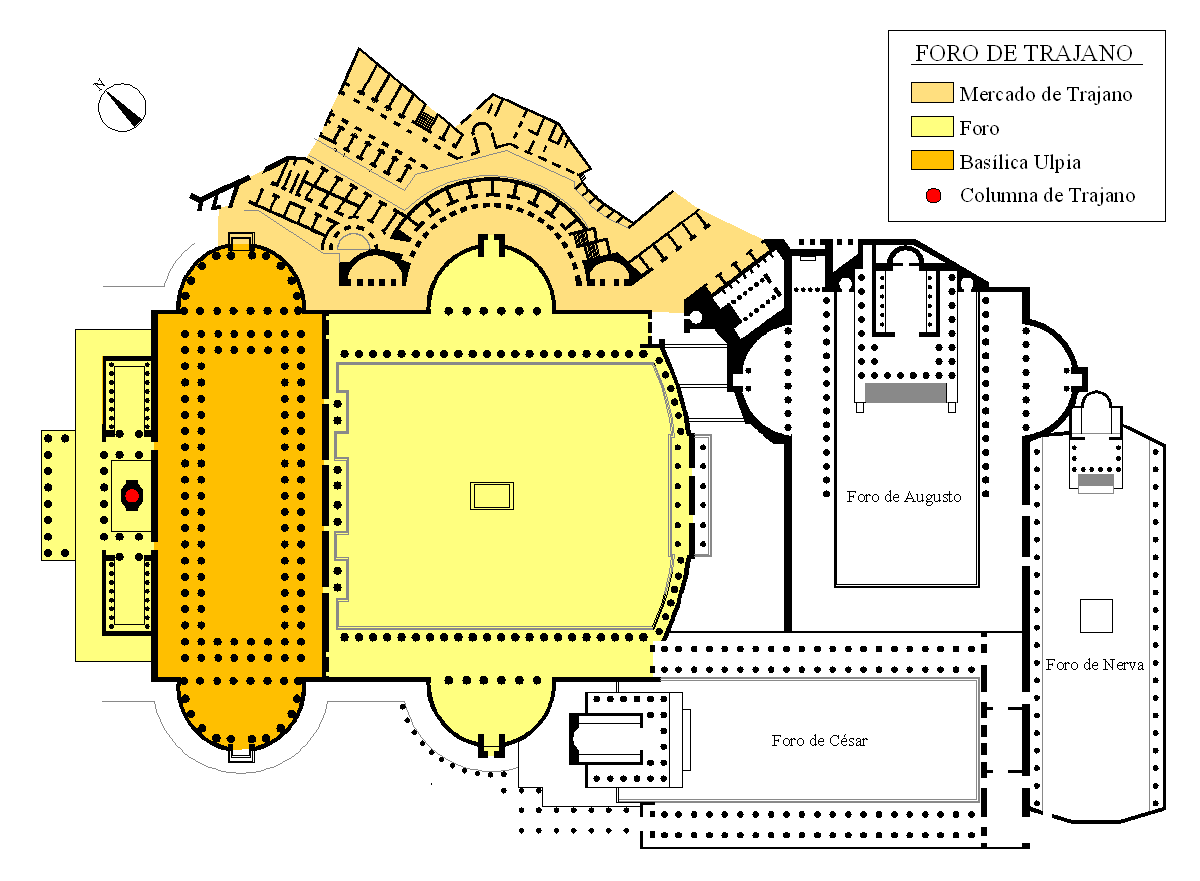
Traianus fórumának alaprajza. Felül Traianus vásárcsarnoka

Traianus vásárcsarnoka az ókori Róma központjában, a Quirinalis-domb oldalában épült, Traianus fórumához csatlakozó, romjaiban is nagyszabású épületkomplexum. 2007-ben itt kapott helyet a Musei dei Fori imperiali, a római császári fórumok múzeuma, ami a Róma város tulajdonában lévő múzeumok hálózatának, a Musei in Comune-nek egyik részegysége.

## Története, leírása
A nagyszabású épületcsoportot, ami valószínűleg a világ legrégebbi ilyen jellegű építménye, a császár megbízása alapján Apollodórosz hozta létre, együtt a császár fórumával. Az ötemeletes üzletház ívben veszi körül a teret és harmonikus egységet alkot vele.
Az épületkomplexumban mintegy 150 bolt helyezkedett el. A földszinten, a fórummal egy szinten gyümölcsöt és bort árultak, az első emeleten olajat és bort, a második és harmadik emeleten ritka fűszereket és egyéb keleti import-cikkeket árusítottak. A negyedik emeleten hivatalos ügyintézés folyt, itt osztották az állami pénz- és gabonaadományokat. Az ötödik emeleten – ami már egy szinten volt a domb tetején húzódó úttal, a mai Via IV Novembre utcával – folyami és tengeri halakat árusítottak.

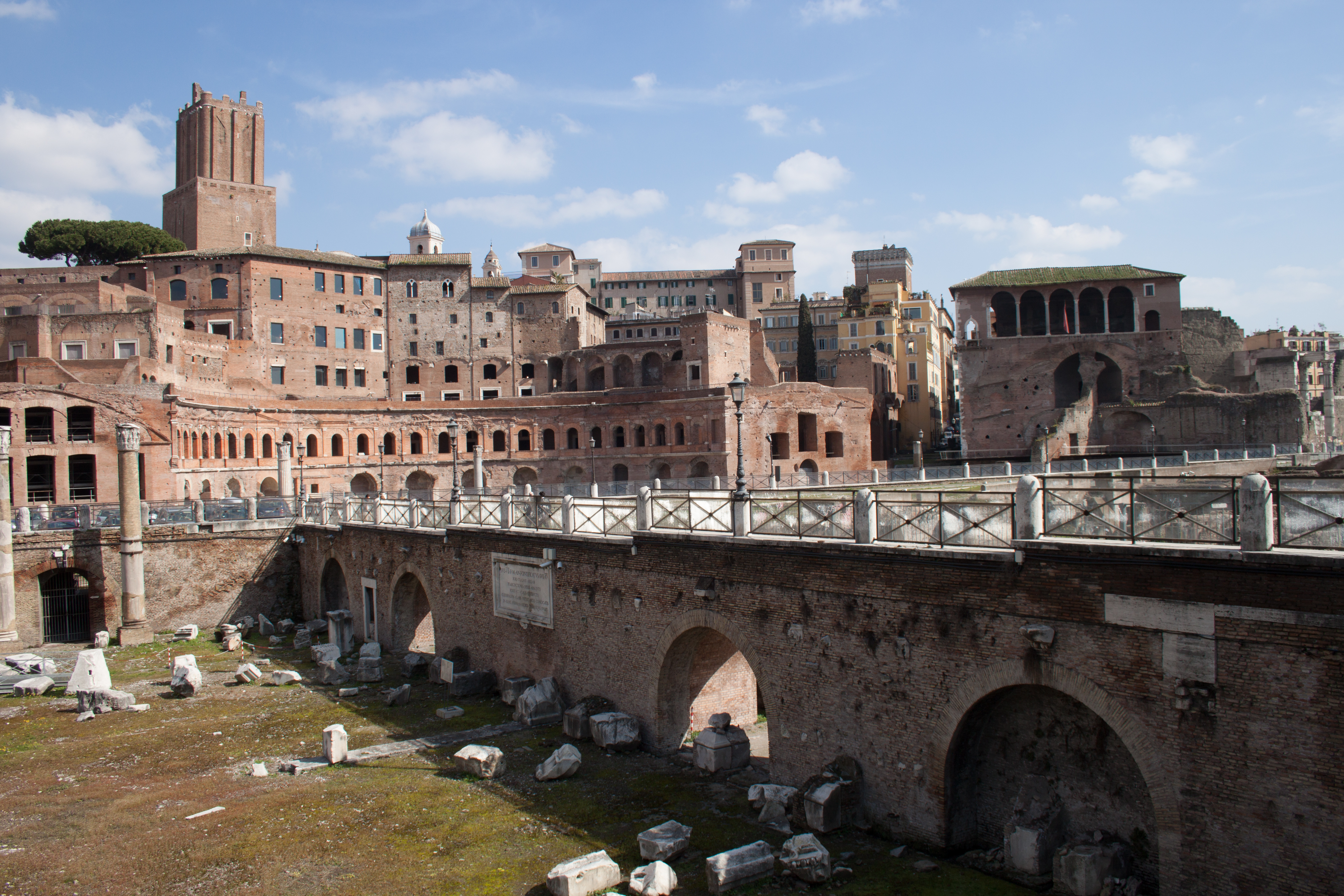
Az épületkomplexum Traianus fóruma felől. A múzeum gyűjteményének döntő része a felső, üvegezett ablakú szinteken található
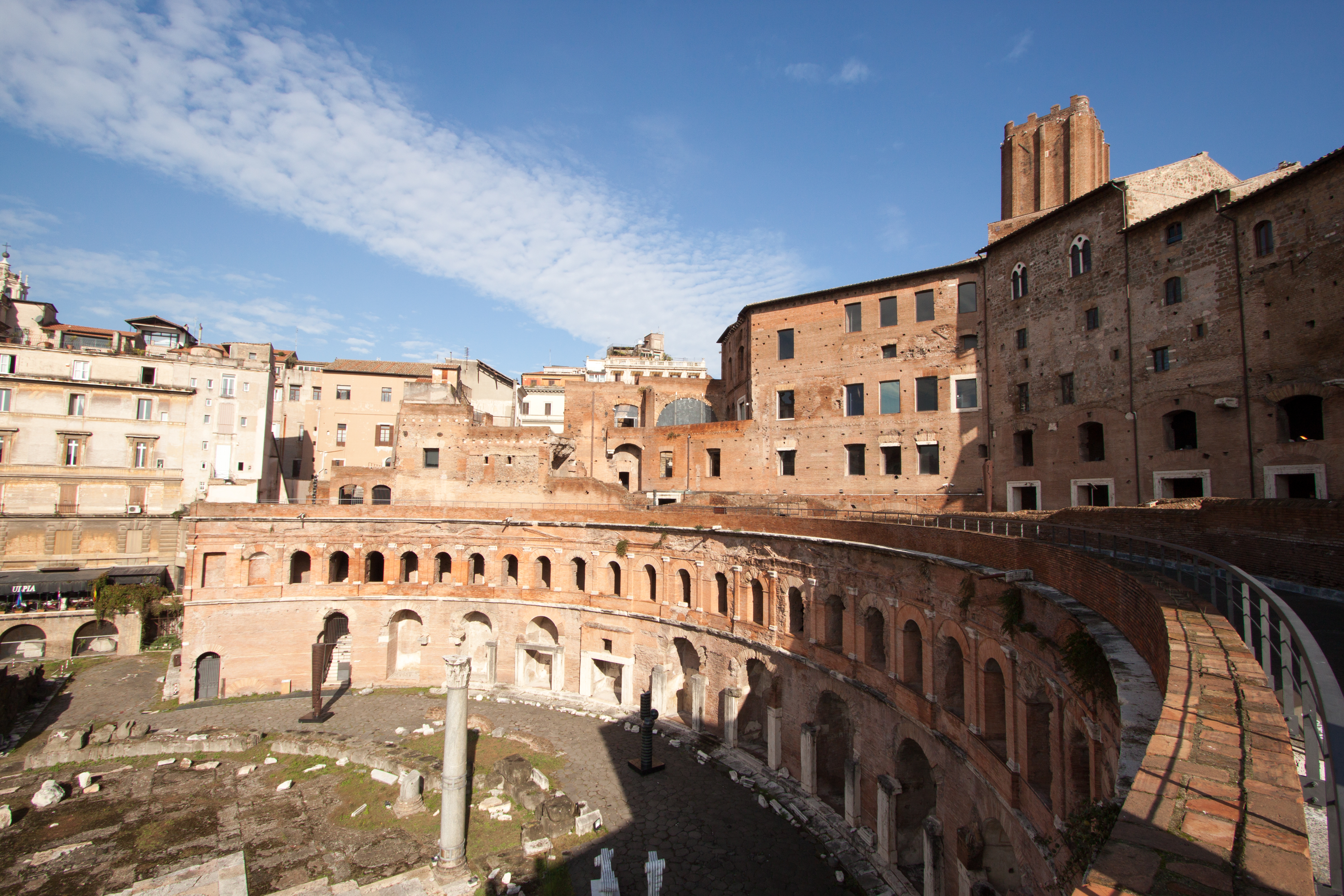
Átfogó kép
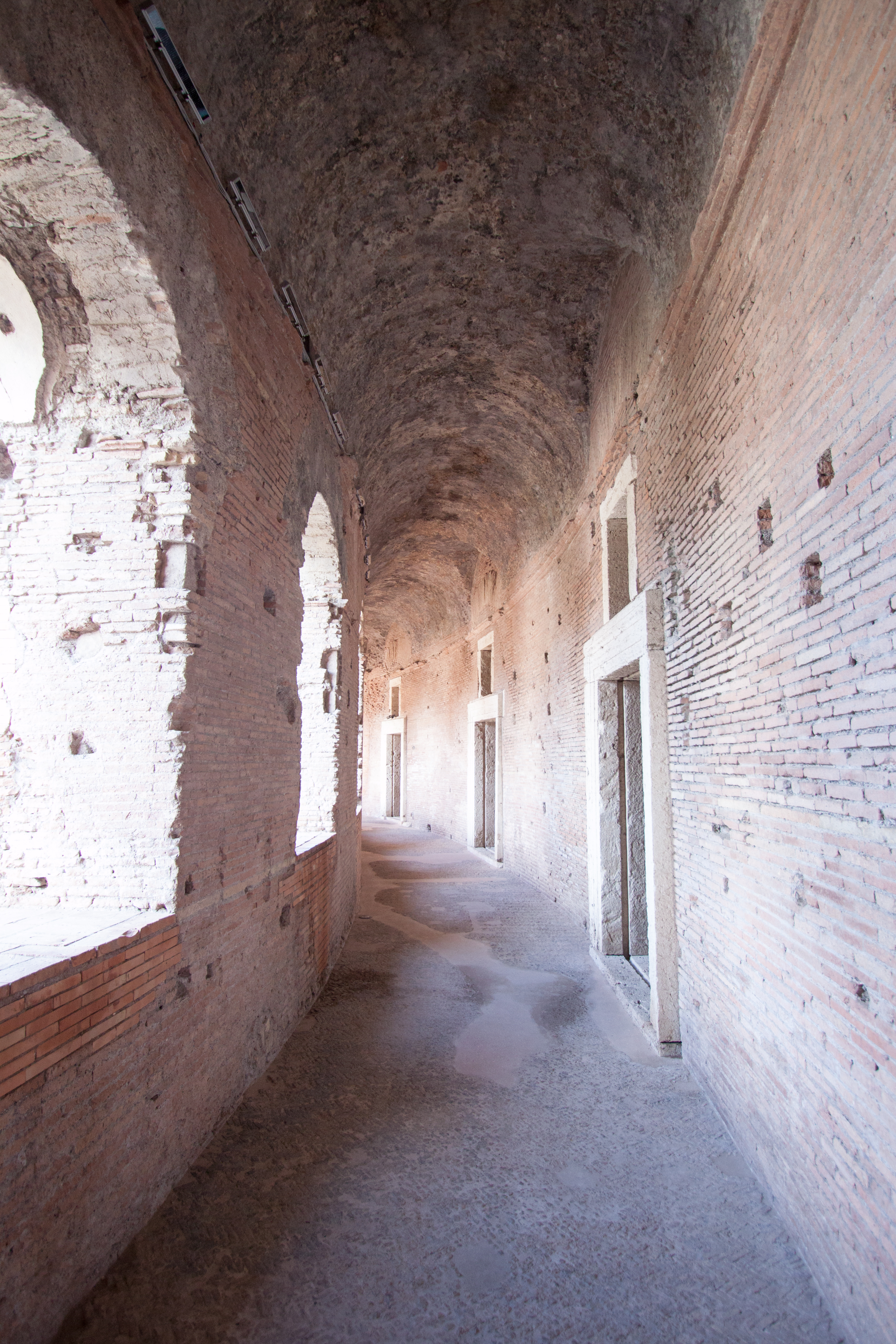
Külső folyosó
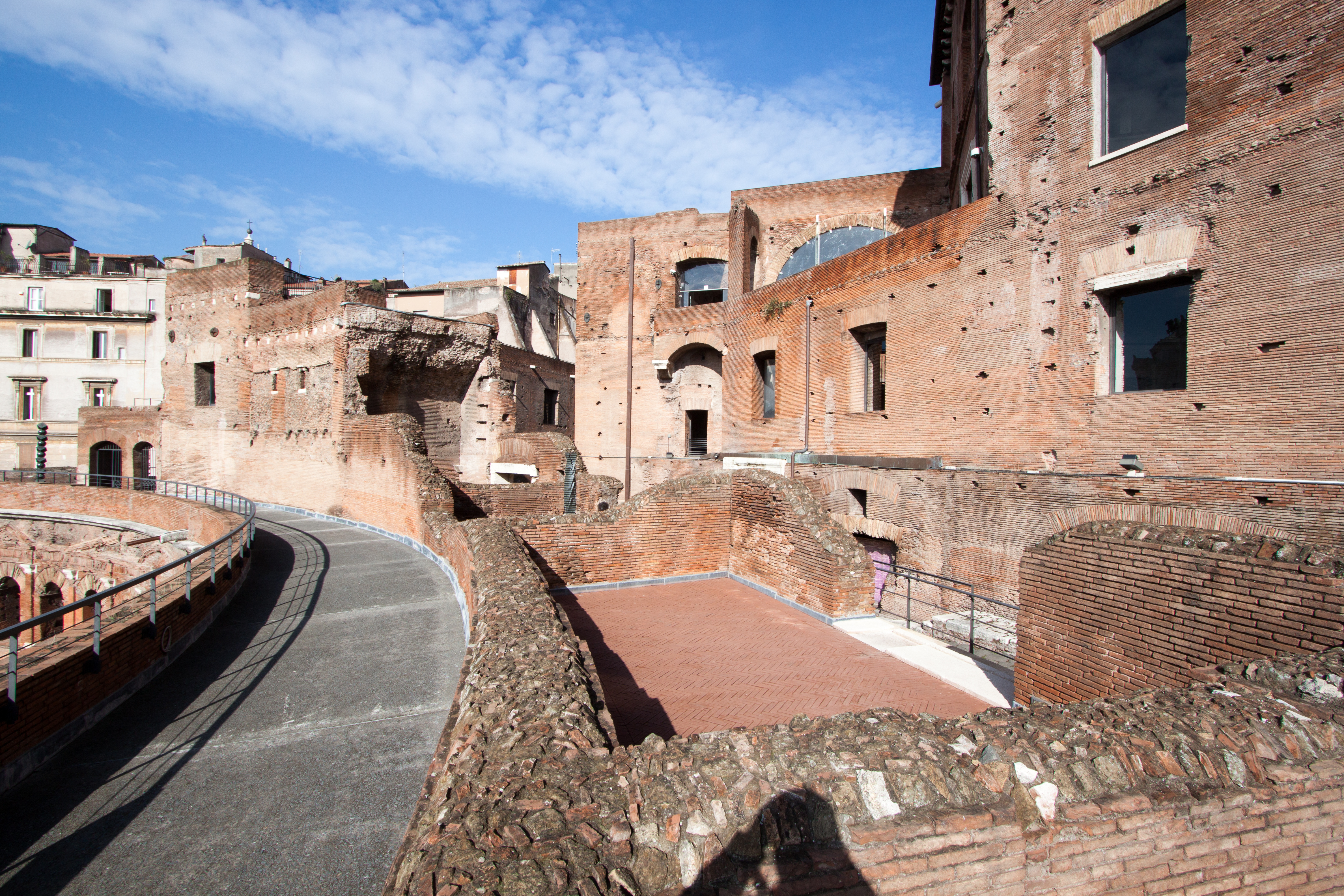
Nyitott folyosó
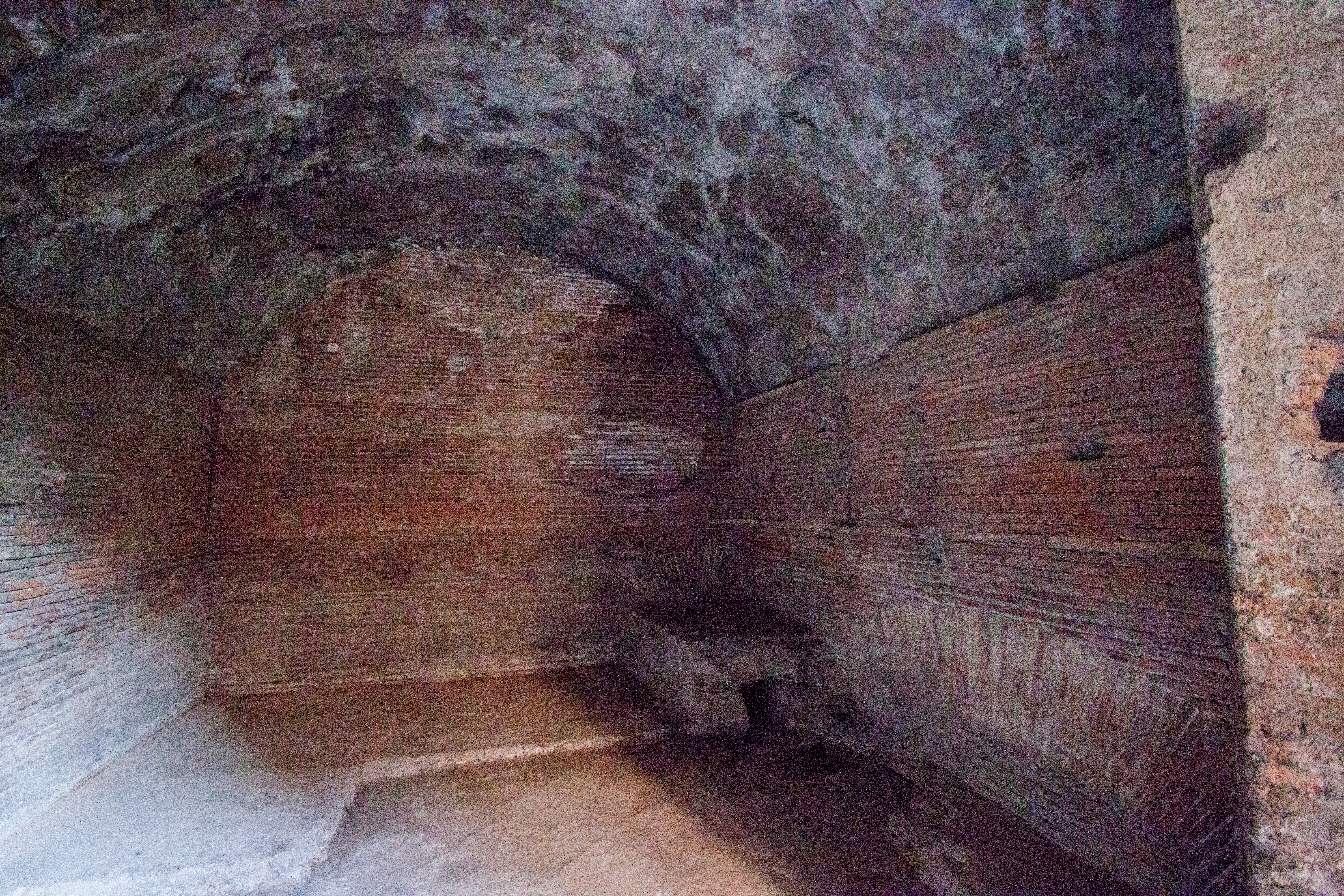
Belső, alsó üzlethelyiség
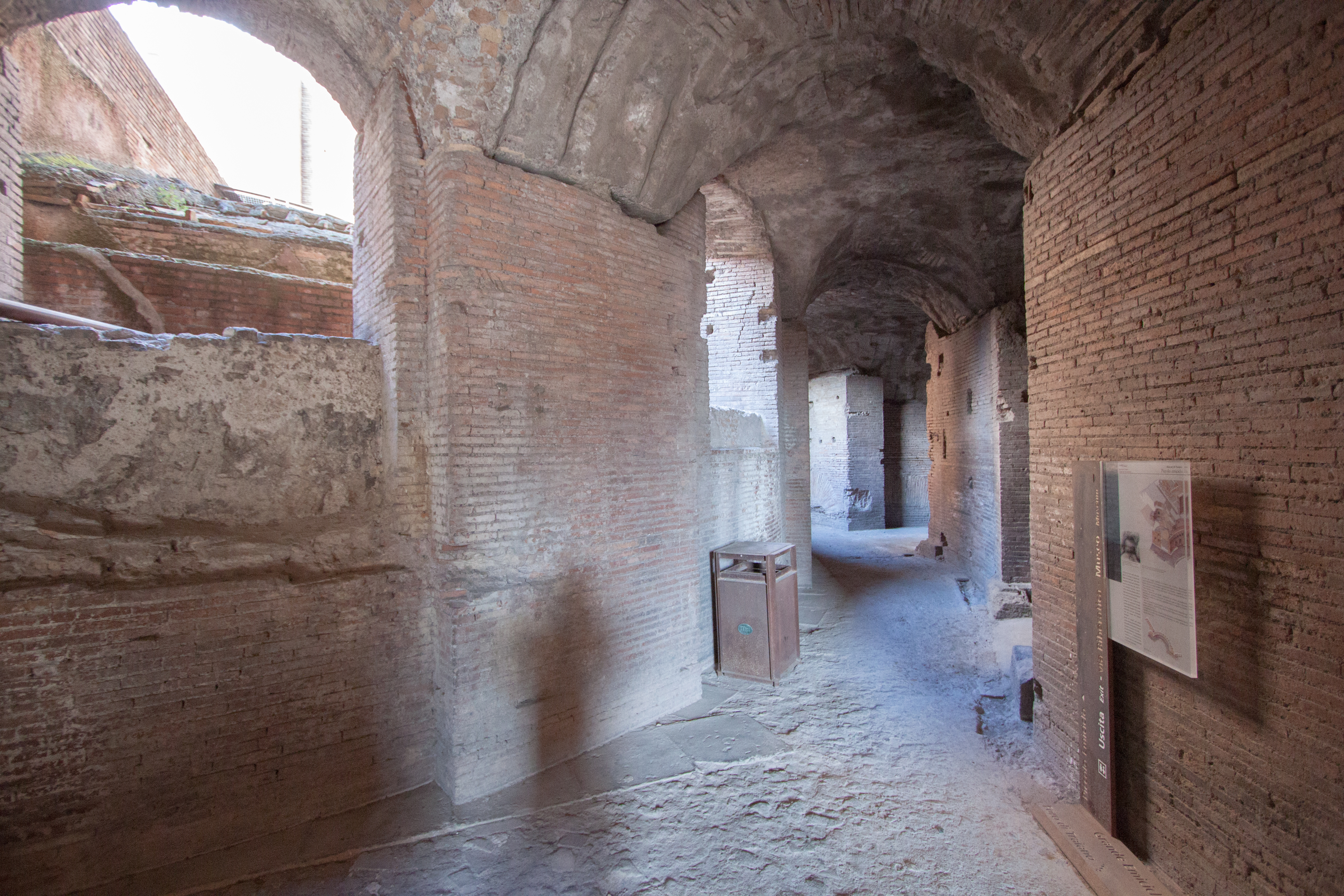
Belső folyosó
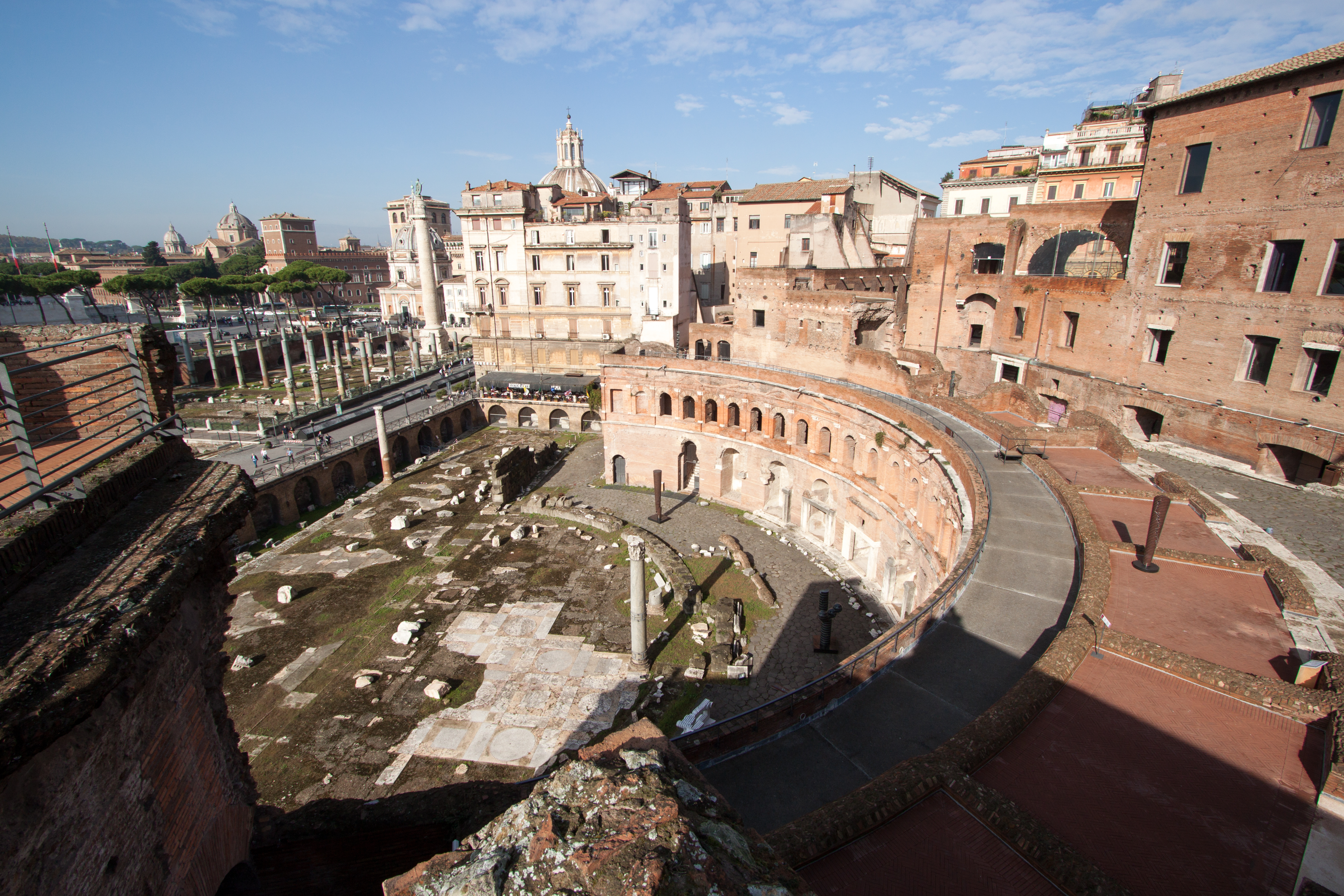
Kilátás a vásárcsarnok felső szintjéről
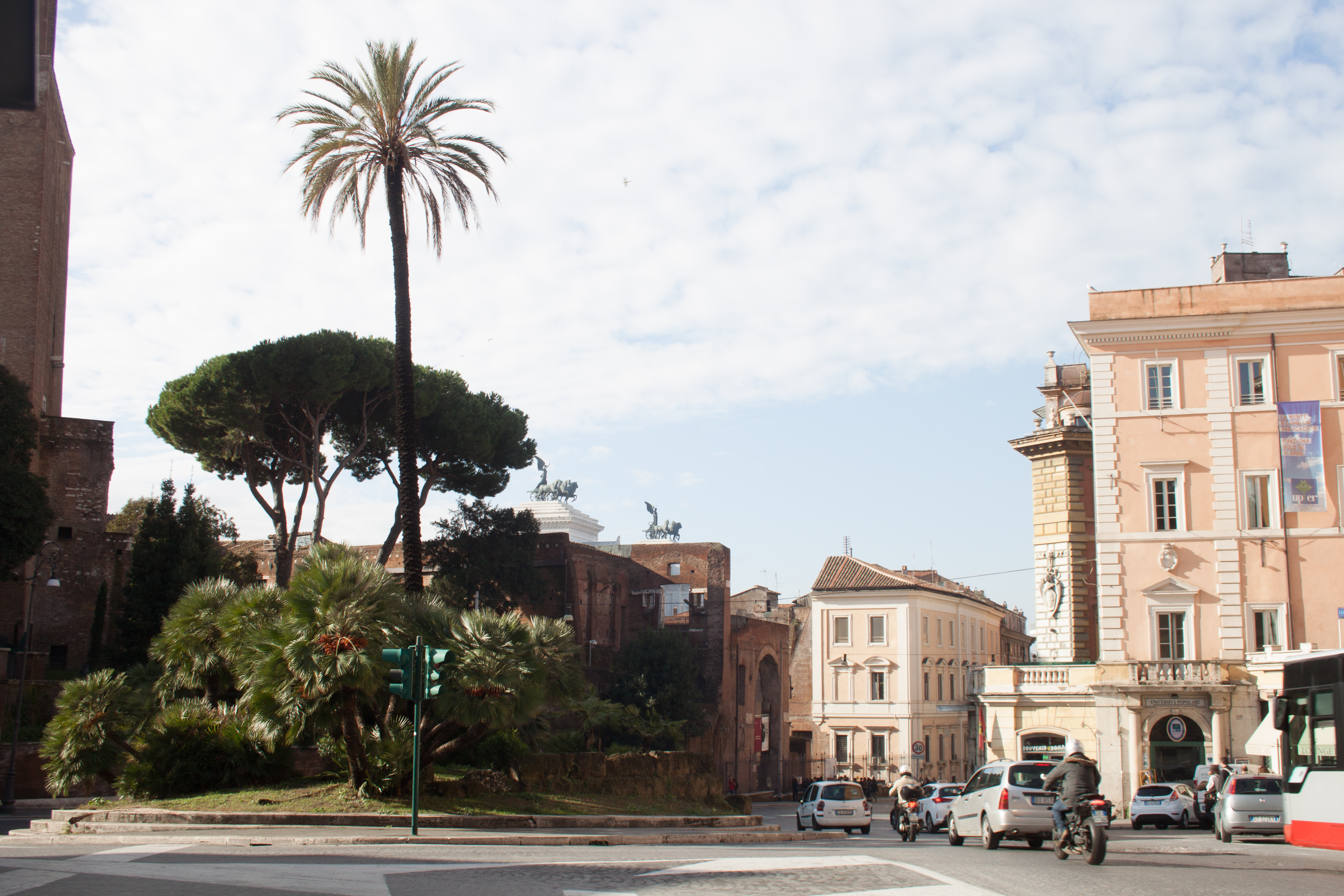
A múzeum bejárata e tér szemközti oldalán található

## A császári fórumok múzeuma
A 2007-ben megnyílt múzeum fő feladata a római császári fórumokon folytatott ásatások során fellelt tárgyak és egyben Traianus vásárcsarnokának bemutatása. A látogató a mai Via IV Novembre utcáról léphet be az ókori kereskedelmi létesítmény fő csarnokába. A korabeli környezetben elhelyezett, modern tudományos eszközökkel rekonstruált műtárgyak látványos képet adnak a császári fórumok egyes részleteiről. További műtárgyak vannak elhelyezve a csarnok távolabbi részeiben, valamint vetítések és részletesen tájékoztató információs táblák segítik a látogatót az eligazodásban. Elérhetők a legmodernebb információs eszközök is, így mobiltelefonos applikációk tölthetők le, amelyek további részletes tájékozódást tesznek lehetővé a műtárgyakról. 
A múzeum távolabbi részei inkább csak az épületet magát mutatják be. Az emeleteken lefelé haladva elérhető Traianus fóruma, de itt nem lehet elhagyni a komplexumot, vissza kell kapaszkodni a bejárati szintre. 

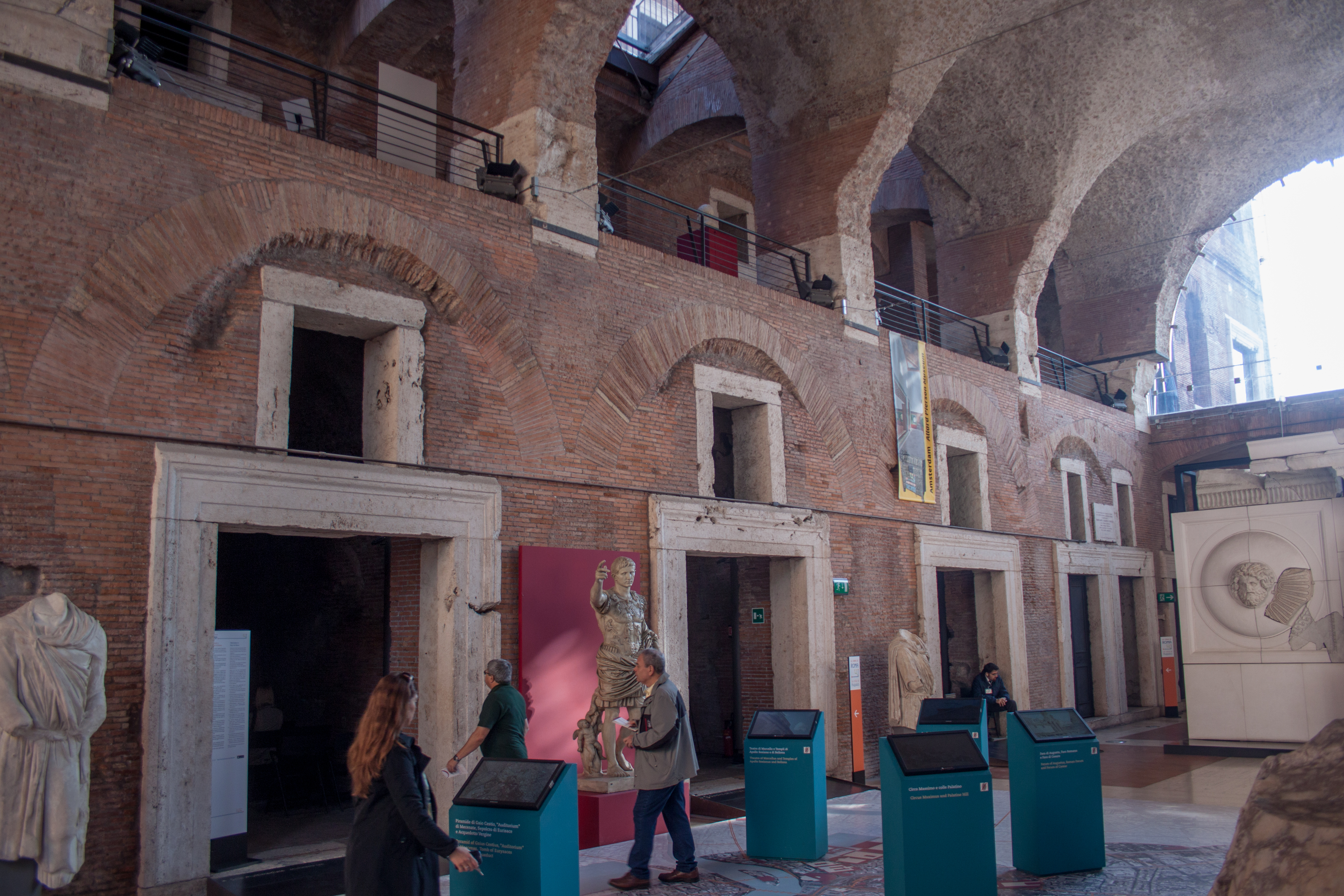
A múzeum fő csarnoka
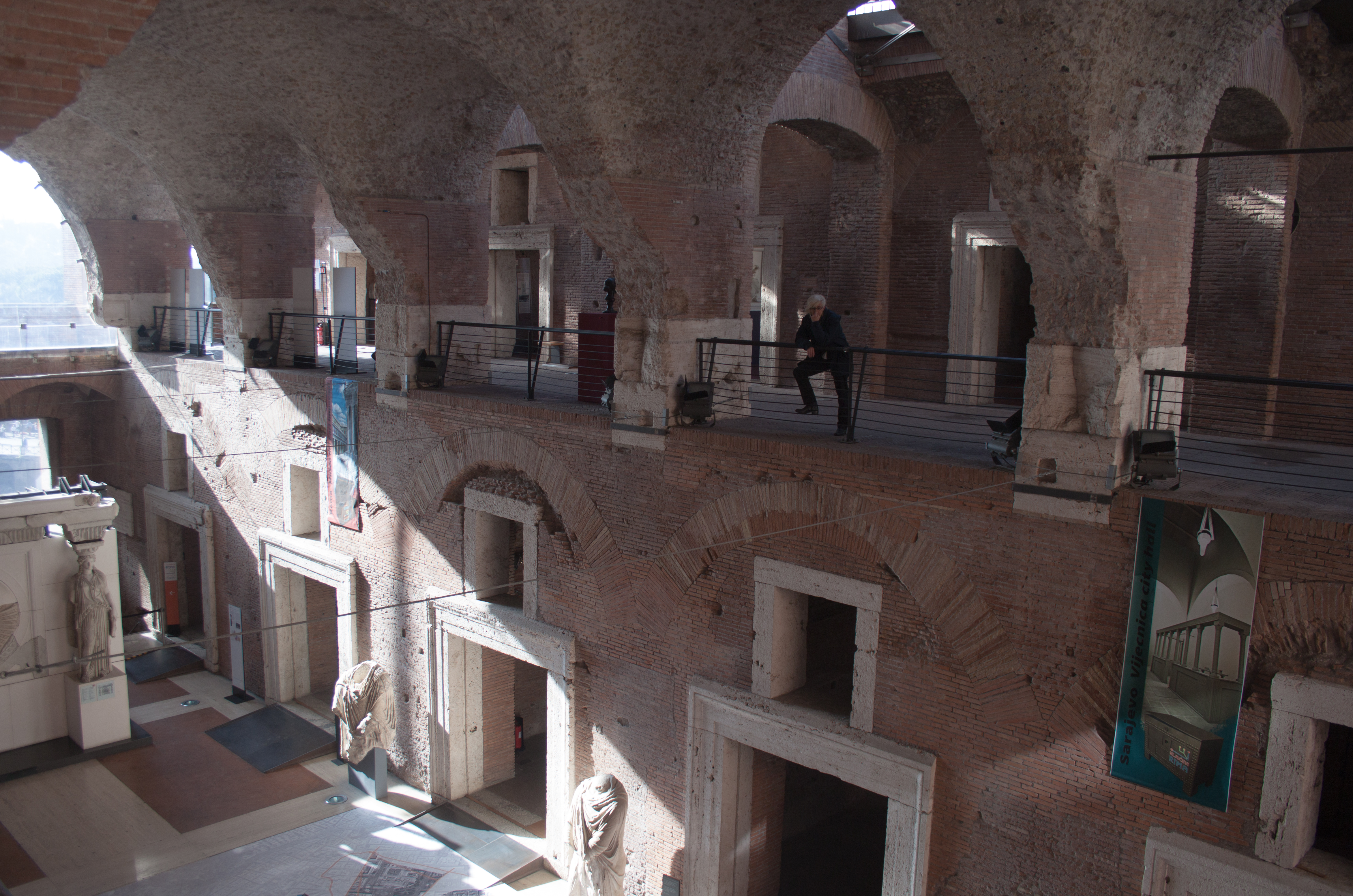
A múzeum fő csarnoka
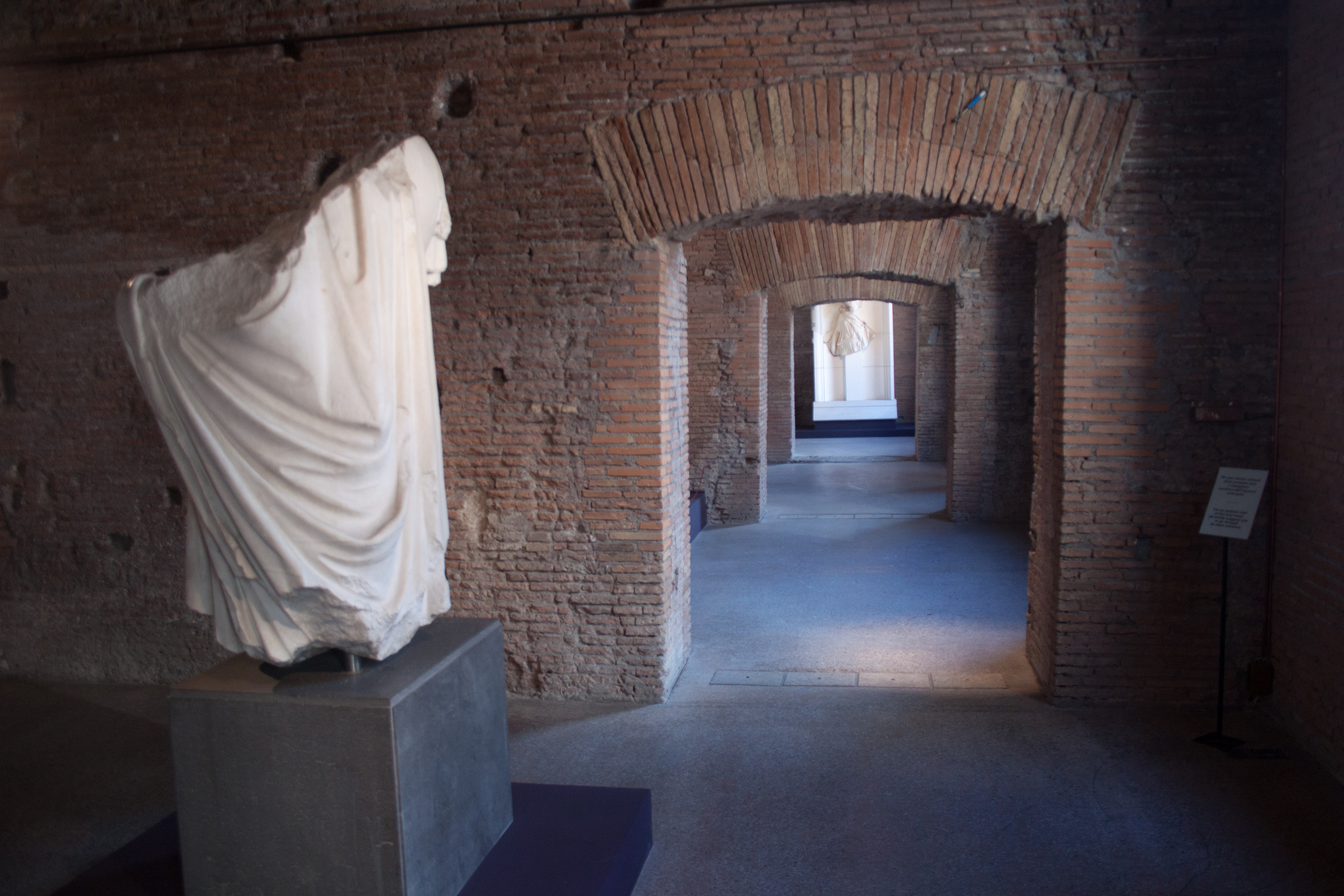
A régi vásárcsarnok folyosója, műtárgyakkal
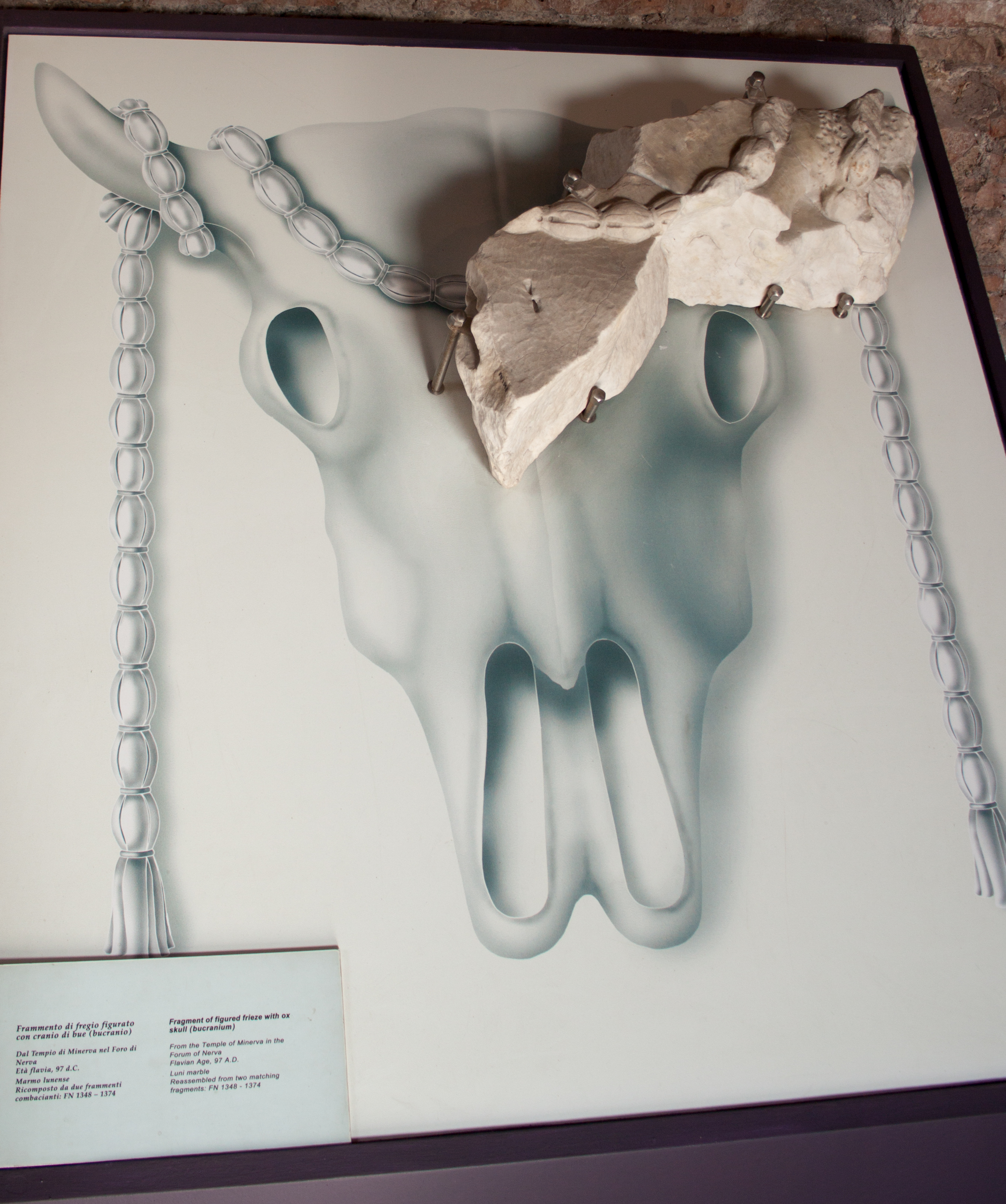
Fríz töredéke bikafejjel (bucranium)
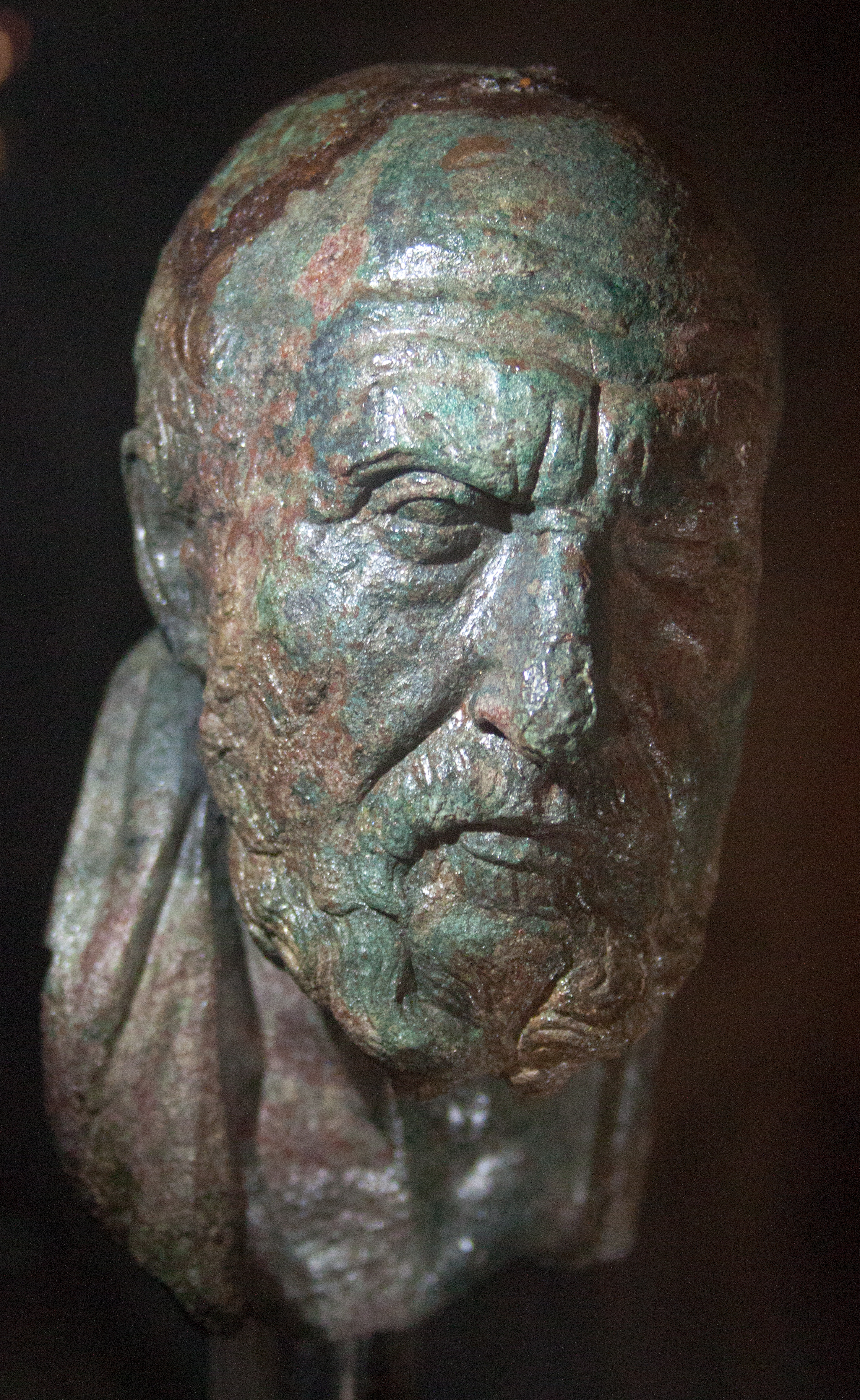
Chrysippus görög filozófus bronz fejszobra, i. sz. 75-ből
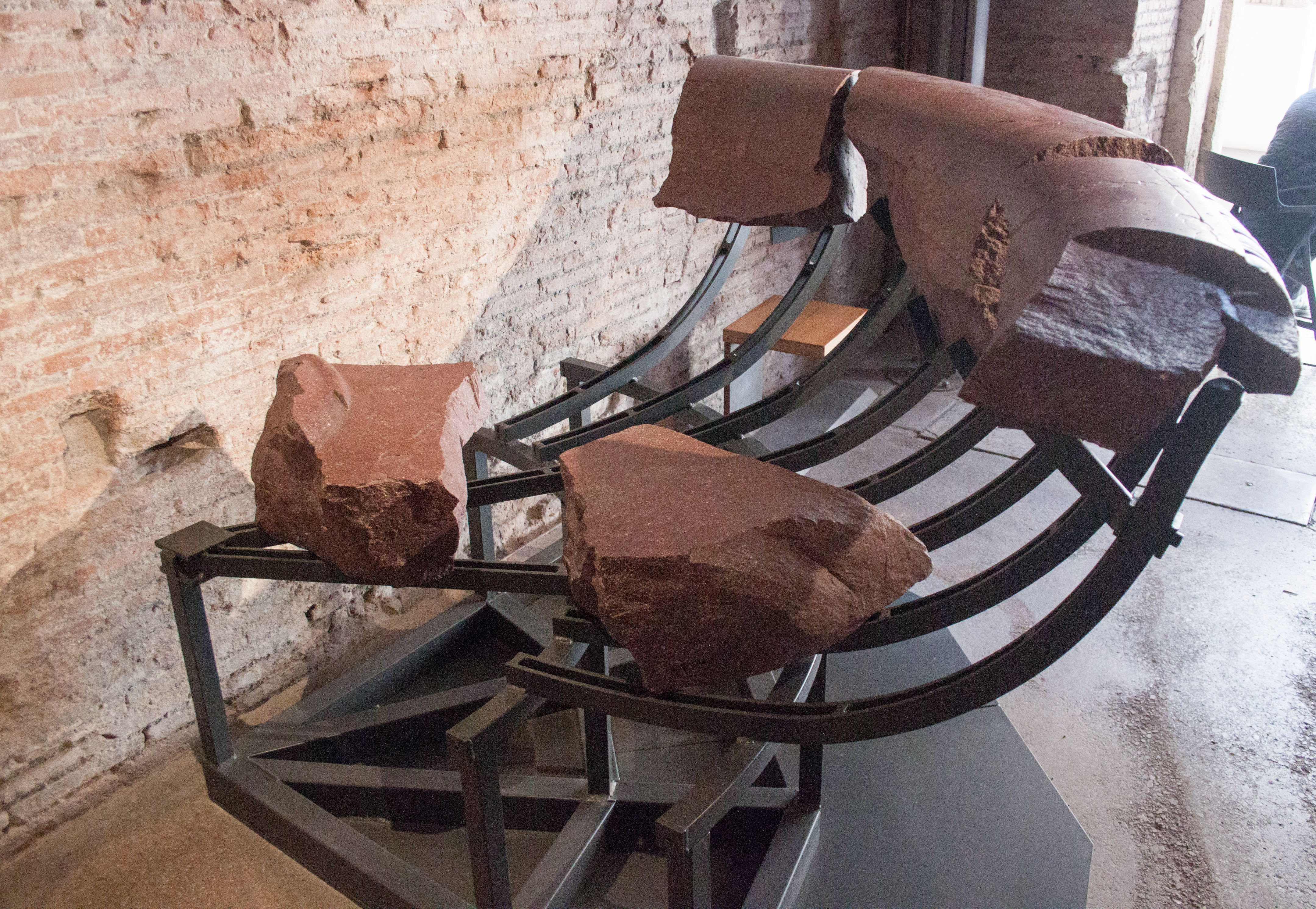
Vörös egyiptomi porfírból készült kőmedence töredékei
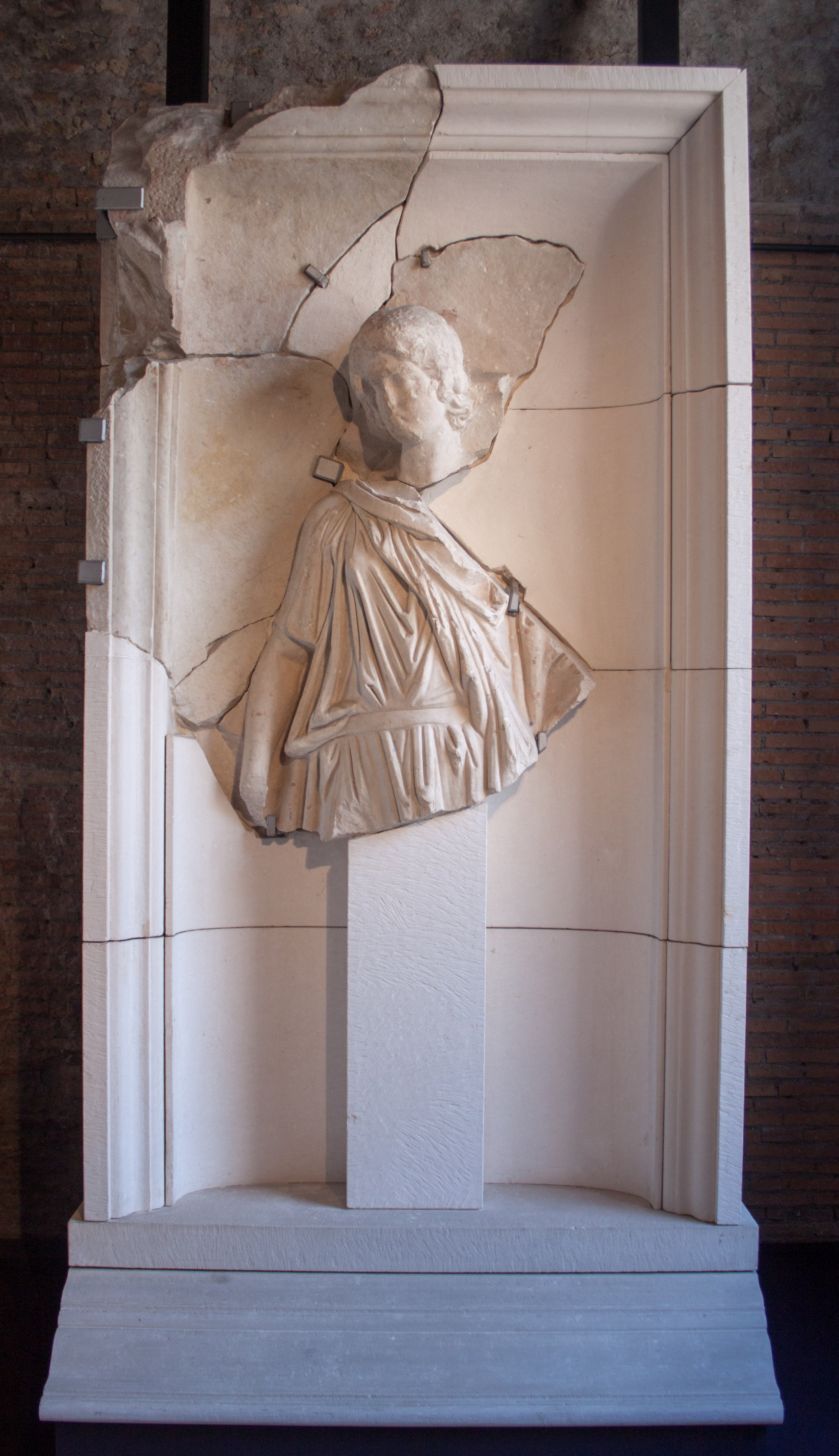
Oszlopsor oromzatának töredékei Nerva fórumáról
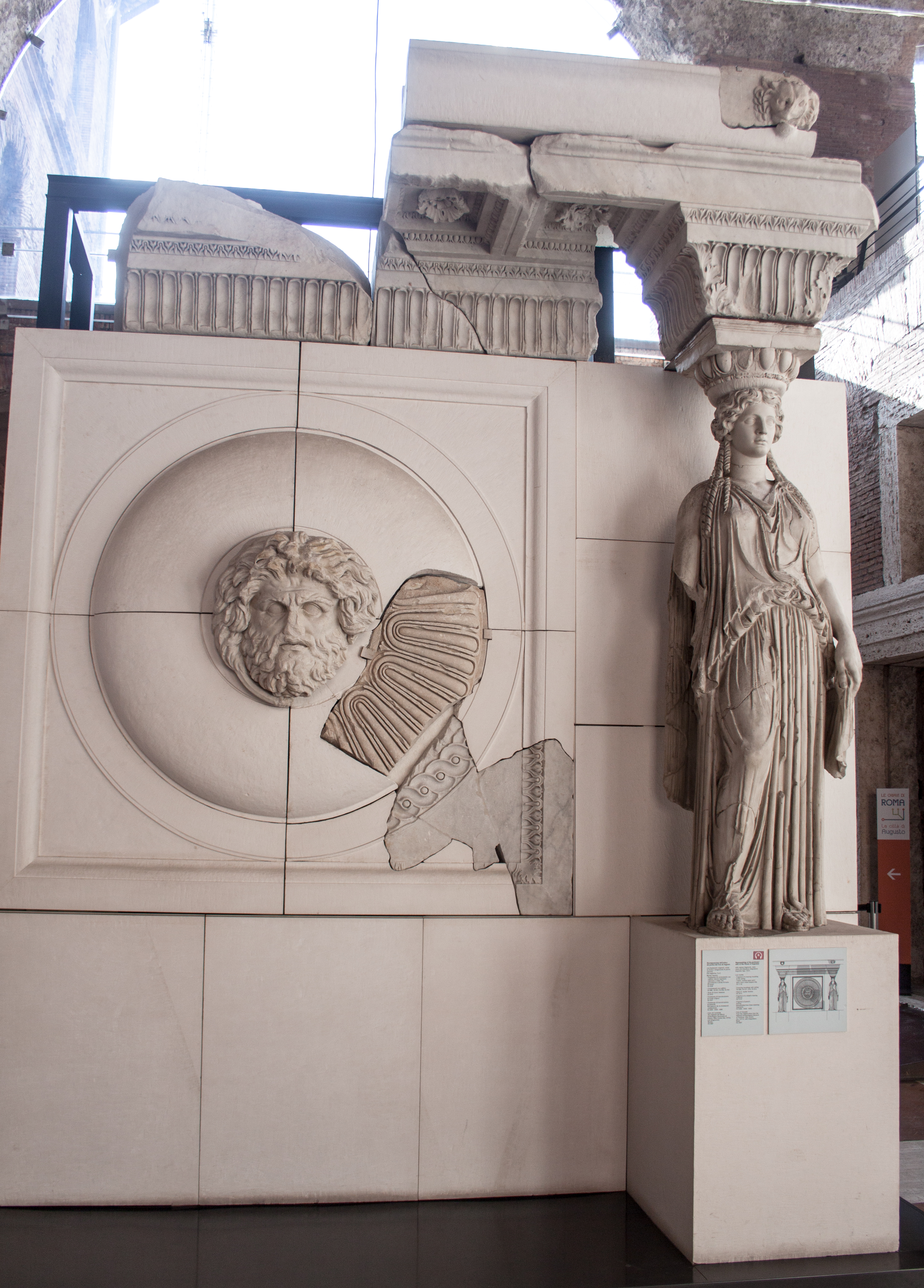
Oszlopsor oromzatának töredékei Augustus fórumáról